# 阿凡達：潘朵拉邊境
《阿凡達：潘朵拉邊境》是由Ubisoft Massive開發、育碧發行的第一人称射击游戏，改編自2009年科幻電影《阿凡達》，故事背景与世界观设定也采用该电影。游戏经过几次跳票后於2023年12月7日在PlayStation 5、Xbox Series X/S、Microsoft Windows和Amazon Luna上發售。

## 製作
該遊戲首次於2017年3月上公佈，當時由Ubisoft Massive宣佈他們的下一個主要遊戲為改編自詹姆斯·卡麥隆的電影《阿凡達》。2020年11月，育碧管理層在電話會議上透露遊戲將延期至2022年4月推出，目的是為了響應《阿凡達2》的延期上映。遊戲於2021年E3電子娛樂展上正式公佈標題為《阿凡達：潘朵拉邊境》和釋出首支電玩預告，並宣佈將於2022年推出。
该游戏于2022年7月从最初的2022年发布窗口推迟到 2023/24 财年内发售。2023年6月，在育碧夏季发布会Ubisoft Forward上，确认本作将于2023年12月7日发售。

## 外部連結
- 官方网站：简体中文、繁体中文、英文版